# 양성지별묘
양성지별묘는 대한민국 전북특별자치도 장수군 산서면 백운리에 있는 사당이다. 2016년 3월 14일 장수군의 향토문화유산 제7호로 지정되었다.

## 개요
양성지별묘는 조선 초기 명신인 문양공(文襄公) 양성지의 위패를 모신 사당으로 창건연대는 알 수 없으나 문간채에 남아있는 상량으로 볼 때 1952년에 중건된 것으로 판단된다. 양성지별묘는 서원철폐령에 따라 사우를 훼철하면서 별묘를 건립한 것으로서 기단부와 초석은 옛 모습을 간직하고 있다.

## 같이 보기
- 양성지